# Pasturo
Pasturo (Pastür in dialetto valsassinese) è un comune italiano di 1 967 abitanti della provincia di Lecco in Lombardia.
Viene citato nel romanzo "I promessi sposi" di Alessandro Manzoni come luogo di origine di Agnese, la madre della protagonista femminile Lucia.
La poetessa Antonia Pozzi, che trascorse a Pasturo diversi anni della sua vita nella casa di villeggiatura della famiglia, è sepolta nel piccolo cimitero del comune.
Situato ai piedi della Grigna Settentrionale e punto di partenza per le escursioni verso i Rifugi Pialeral e Brioschi, Pasturo è anche sede di importanti fiere locali quali la Sagra delle Sagre (agosto) e la Manifestazione Zootecnica Valsassinese (settembre).

## Storia
Da Pasturo, in epoca romana, passava la via Spluga, strada romana che metteva in comunicazione Milano con Lindau passando dal passo dello Spluga.

### Simboli
Lo stemma e il gonfalone del comune di Pasturo sono stati concessi con decreto del presidente della Repubblica del 20 ottobre 1998.
La composizione dello stemma comunale allude alla bellezza ed alla fertilità del territorio, raffigurando un fiore rosso a cinque petali radicato sullo sbarrato d'oro e rosso di quattro pezzi. Questo emblema è presente nell'Archivio Araldico Bonacina del XVIII secolo, conosciuto poi come Archivio Araldico Vallardi e Archivio Araldico Conte Vittorio Guelfi Camajani.
Il gonfalone è un drappo troncato di rosso e di bianco.

## Monumenti e luoghi d'interesse

### A Pasturo
La chiesa di Sant'Eusebio si trova nella piazza principale del comune e il suo campanile possiede cinque campane. All'interno conserva oltre a opere di Luigi Tagliaferri, degli Aliprandi e di Aloisio Reali, una serie di affreschi realizzati tra la fine del Trecento e il secolo successivo. Le pitture gotiche raffigurano Giuliano l'ospitaliere mentre uccide erroneamente i propri genitori; sullo sfondo: la Madonna in trono col Bambino, tra Santa Caterina d'Alessandria, Sant'Ambrogio, Sant'Antonio Abate e un'altra santa.
Prima della piazza principale, si trova un'altra piazza, ove sorgono il municipio e il Santuario della Madonna della Cintura.
Una delle antiche case a corte di Pasturo ospita una La Madonna coi Santi Sebastiano e Rocco, affrescata nel XVI secolo dal pittore Franco Gerone di Valsolda.

### A Baiedo
- Chiesa di San Pietro Martire[6]
- Chiesa di Sant'Andrea[6]
- Rocca di Baiedo[6]

## Società

### Evoluzione demografica
- 700 nel 1720
- 1 092 nel 1771
- 960 nel 1803
- 1 199 dopo annessione di Baiedo nel 1809
- 849 nel 1853
- 911 nel 1861
- 870 nel 1881
- 865 nel 1901
- 1 057 nel 1921
- 1 251 nel 1931 dopo l'annessione di Baiedo

Abitanti censiti

## Comunità Montana
Fa parte della Comunità Montana della Valsassina.

## Amministrazione

### Gemellaggi
- La Roche-Vineuse[11].